# シェリダン郡 (ワイオミング州)
座標: 北緯44度47分 西経106度52分 / 北緯44.783度 西経106.867度
シェリダン郡（英: Sheridan County）は、アメリカ合衆国のワイオミング州にある郡。人口は3万0921人（2020年）。郡庁所在地はシェリダンである。

## 歴史
シェリダン郡は1888年に設置された。

## 地理
アメリカ合衆国国勢調査局によると、この郡の総面積は6,545 km2 で、ロードアイランド州より2,600 km2以上広い。このうち6,535 km2 が陸地で、10 km2 が水域である。総面積の0.15%が水域となっている。

### 隣接する郡
- ビッグホーン郡 (モンタナ州)（北）
- パウダーリバー郡 (モンタナ州)（北東）
- キャンベル郡（東）
- ジョンソン郡（南）
- ビッグホーン郡（西）

## 人口動静

シェリダン郡の人口ピラミッド

2000年の国勢調査で、この郡は26,560人、11,167世帯、及び7,079家族が暮らしている。人口密度は4/km2 (10/mi2) で、2/km2 (5/mi2) の平均的な密度に12,577軒の住居が建っている。この郡の人種的構成は白人95.88%、アフリカン・アメリカン0.18%、先住民1.27%、アジア系0.38%、太平洋諸島系0.12%、その他の人種0.82%、及び混血1.34%で、人口の2.43%がヒスパニックまたはラテン系である。人口のうち24.8%がドイツ系、12.3%がイングランド系、10.3%がアイルランド系、7.1%がアメリカ系、6.0%がノルウェー系、5.1%がポーランド系移民の子孫である。
11,167世帯のうち、28.40%は18歳未満の子供と暮らしており、52.00%は夫婦で生活している。8.20%は未婚の女性が世帯主であり、36.60%は家族以外の住人と同居している。30.90%は独身の居住者が住んでおり、12.50%は65歳以上で独居である。1世帯あたりの平均人数は2.31人であり、家庭の場合は2.90人である。
郡内の住民は24.10%が18歳未満の未成年、18歳以上24歳以下が8.00%、25歳以上44歳以下が25.30%、45歳以上64歳以下が27.10%、及び65歳以上が15.50%にわたっている。中央値年齢は41歳である。女性100人ごとに対して男性は95.90人いて、18歳以上の女性100人ごとに対して男性は94.00人いる。
この郡の世帯ごとの平均的な収入は34,538米ドルであり、家族ごとでは42,669米ドルである。男性の31,381米ドルに対して女性は20,354米ドルの平均的な収入がある。この郡の一人当たりの収入 (per capita income) は19,407米ドルである。人口の10.70%及び家族の8.60%は貧困線以下である。18歳未満の14.40%及び65歳以上の6.40%は貧困線以下の生活を送っている。

## 市町村

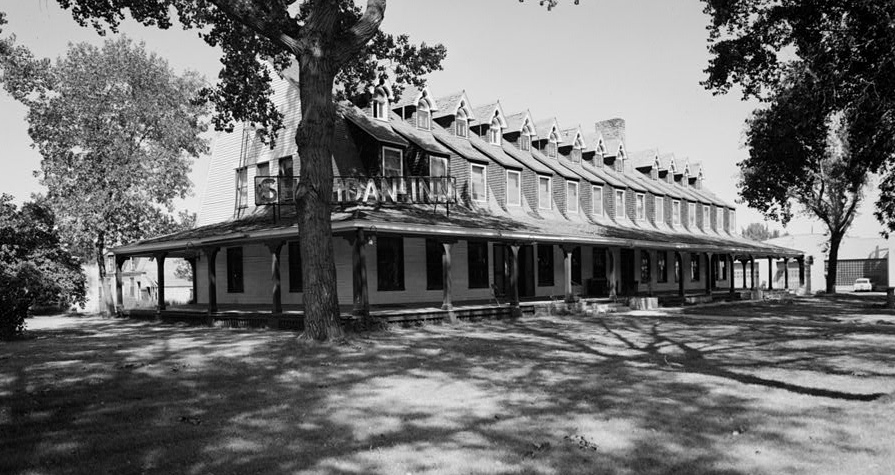
シェリダンにあるパブ・レストラン。

都市
- シェリダン（郡庁所在地）

町
- クリアモント（en:Clearmont, Wyoming）
- デイトン（en:Dayton, Wyoming）
- ランチェスター（en:Ranchester, Wyoming）

国勢調査指定地域
- アルヴァダ（en:Arvada, Wyoming）
- ビッグホーン（en:Big Horn, Wyoming）
- パークマン（en:Parkman, Wyoming）
- ストーリー（en:Story, Wyoming）

その他
- バナー（en:Banner, Wyoming）
- ライター（en:Leiter, Wyoming）
- ウォルフ（en:Wolf, Wyoming）
- ウヤーノ（en:Wyarno, Wyoming）